# Chicks on Speed
Chicks on Speed — немецкая группа, играющая в стиле электроклэш.

## Состав
Группа образовалась в Мюнхене в 1997 году, когда будущие участницы группы встретились в Академии Изящных искусств. Все участницы группы из разных стран. Почти за всё время существования коллектива, он состоял из трёх участниц:
- Алекс Мюррей-Лесли (Боурел, Австралия)
- Мелисса Логан (север штата Нью-Йорк, США)
- Кики Мурс

В 2006 году Кики покинула группу, чтобы стать диджеем. В настоящее время в группе участвует большой коллектив самых разных людей: музыкантов, продюсеров, дизайнеров, видеорежиссёров. Основной костяк группы помимо Алекс Мюррей-Лесли и Мелиссы Логан составляют:
- A.L. Steiner (Майами, США)
- Кэти Глас (Мюнхен, Германия)
- Анат Бен Дэвид (Тель-Авив, Израиль)

## Дискография

### Альбомы
- The Un-Releases (2000)
- Chicks on Speed Will Save Us All (2000)
- The Re-Releases of the Un-Releases (2000)
- 99 Cents (2003)
- Press the Spacebar (with the No Heads) (2004)
- Cutting the Edge (2009)

### EP и синглы
- Warm Leatherette  (1998)
- Euro Trash Girl  (1998)
- Smash Metal  (1999)
- Mind Your Own Business  (1999)
- Glamour Girl (1999)
- Kaltes Klares Wasser (2000)
- Split 7" with V/VM (2000)
- Chix 52 (2000)
- The Chicks on Speed / Kreidler Sessions  (2001)
- Fashion Rules (2002)
- We Don’t Play Guitars (2003)
- Wordy Rappinghood (2003)
- Flame On  (2004)
- ART RULES!  2006/07